# Tony Abbott
Anthony John «Tony» Abbott (Londres; 4 de noviembre de 1957) es un político australiano, que fue primer ministro de Australia. Hasta el 7 de septiembre de 2013, cuando la Coalición Liberal-Nacional ganó las elecciones federales con él a su cabeza, fue líder de la oposición en el Parlamento de Australia. Fue el líder del Partido Liberal de Australia.
Abbott lideró la oposición liberal-nacional para las elecciones federales de 2010, que dieron lugar a un parlamento sin mayoría. El gobierno laborista en el cargo dirigido por Julia Gillard, formó un gobierno minoritario después de ganar el apoyo de un miembro del Partido Verde australiano y tres diputados independientes. Abbott fue reelegido sin oposición a la dirección del partido después de las elecciones.
Abbott es un monárquico reconocido, entre 1993 y 1994 fue director ejecutivo del movimiento "Australians for Constitutional Monarchy". Como primer ministro en 2014 ha reintroducido los títulos de "Caballero" (Sir) y "Dama" (Dame) en la Orden de Australia, la mayor condecoración nacional australiana.

## Biografía

### Primeros años
Abbott nació en Londres, Inglaterra, el 4 de noviembre de 1957, de madre australiana, llamada Fay «Pete» Abbott (nacida Peters), que nació en Sídney, y de padre inglés, Richard Henry «Dick» Abbott, nacido en Newcastle upon Tyne, Inglaterra, quien emigró a Australia durante la Segunda Guerra Mundial con sus padres. El primero de los antepasados de Abbott en llegar a Australia fue una mujer neerlandesa que emigró a Australia en el año 1912. Su abuelo materno nació en los Países Bajos, pero había llegado a Australia cuando tenía cinco años de edad. Su abuela materna nació en Gales.
En 1960, Tony Abbott y sus padres volvieron a Australia.
En 2012, se opone al plan de gestión de los océanos patrocinado por los laboristas para crear santuarios marinos. Según él, una protección excesiva del medio ambiente obstaculizaría la actividad económica.

## Primer ministro

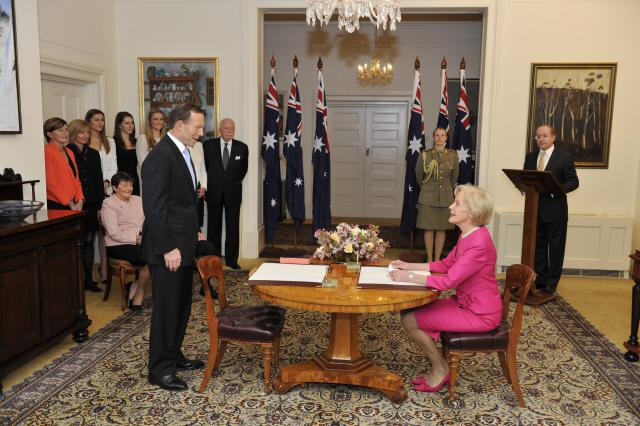
Tony Abbott haciendo su juramento como primer ministro ante Quentin Bryce, gobernadora general de Australia, el 18 de septiembre de 2013.

En la elección federal del 7 de septiembre de 2013, Abbott dirigió la coalición Liberal/Nacional a una victoria sobre el gobierno laborista incumbente, dirigido por Kevin Rudd. Abbott y su ministerio hicieron su juramento el 18 de septiembre de 2013. ex primer ministro Tony Abbott, intento una reforma impositiva con laimplementación de un sistema de flat tax. Sin embargo tuvo una dura oposición ya que sistema sería perjudicial para la clase media, que vería incrementada su presión fiscal.
En su primer día como primer ministro, Abbott presentó una ley en el Parlamento para derogar el impuesto sobre el carbono.
Suprime el Ministerio de Ciencia, la Autoridad del Cambio Climático y la Comisión del Clima. También anunció la eliminación del impuesto al carbono, introducido en 2012, que tiene como objetivo reducir las emisiones de CO2, de las cuales Australia es uno de los mayores emisores al obligar a las 500 empresas más contaminantes a comprar permisos de emisión. El Gobierno aprueba en 2014 la descarga en aguas de la Gran Barrera de Coral de residuos de dragado procedentes de la ampliación de un puerto de exportación de carbón. También se compromete a reducir las medidas de protección de los océanos y la fauna marina. "Desde 2013 hasta 2017, el gobierno federal gastó mucho dinero para presentar una nueva ley, con el apoyo de los lobbies de la pesca industrial y recreativa", dice Jessica Meeuwing, directora del Centro para Futuros Marinos. Más de 1.200 científicos de todo el mundo han expresado su preocupación por un nuevo plan "impactante".

### Toma de rehenes en Sídney
Como primer ministro de Australia, en 2014, una de las medidas que tomó fue enviar una fuerza compuesta por aviones y unidades de elite militar para combatir al Estado Islámico en la denominada Guerra contra el Estado Islámico.
El 15 de diciembre de 2014 un clérigo de origen iraní llamado Man Haron Monis afincado en Australia asaltó y tomó el Lindt Chocolat Café ubicado en Martin Place, en el centro de Sídney, Nueva Gales del Sur, Australia reclamando al parecer una entrevista con el primer ministro Tony Abbott y demandas en nombre del Estado Islámico. Debido a ello fuerzas especiales y policías irrumpieron para liberar a un grupo de rehenes, finalmente éste (Monis) murió al recibir disparos de los agentes, informó la Policía de Nueva Gales del Sur y otras dos personas civiles resultaron muertas, cuatro heridas de gravedad, incluido un policía. Imágenes de los medios de comunicación de Australia mostraron que las personas, que se cree que eran los rehenes, estaban con las manos contra las ventanas de la cafetería.
Después de asumir el cargo, el gobierno de Abbott Abolió varias reformas promulgadas por el gobierno anterior, incluido el Impuesto sobre la Renta de los Recursos Minerales y el esquema de fijación de precios del carbono de Australia. Su gobierno se caracterizó por un discurso contrario al déficit presupuestario, sin embargo tras una serie de privatizaciones desregulación de y aumento de deuda este alcanzó los 48.500 millones de dólares australianos en junio de 2014, triplicando las cifras del año anterior.